# 334 av. J.-C.
Cette page concerne l'année 334 av. J.-C. du calendrier julien proleptique.

## Événements

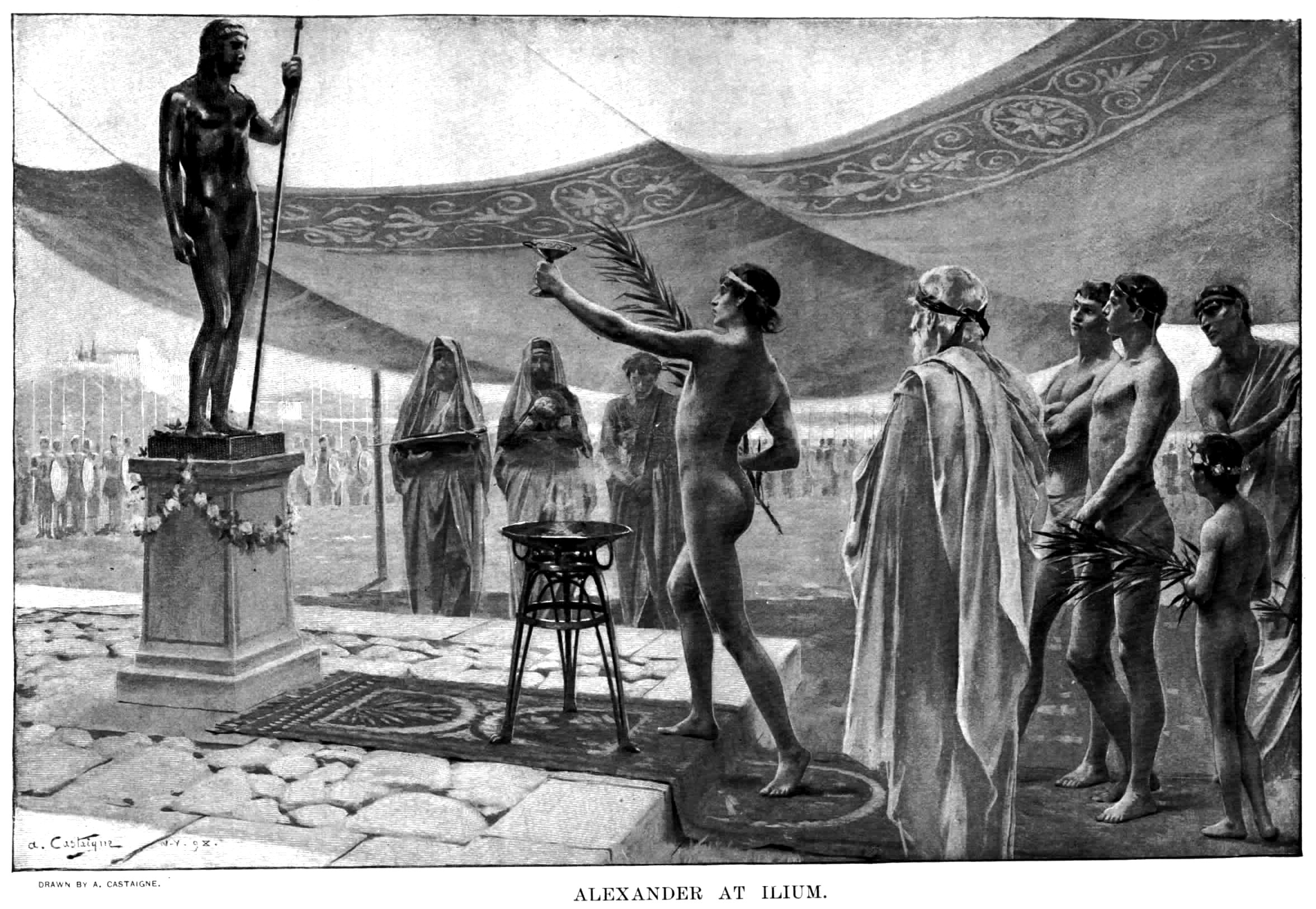
À Troie, Alexandre sacrifie à Héraclès et à Athéna. Gravure d'André Castaigne

- 14 janvier : Darius III est proclamé pharaon d’Égypte après la reconquête du pays qui a mobilisé le gros de ses forces[1].
- Avril : Alexandre laisse la régence de Macédoine à Antipatros et part de Pella à la conquête de l’Asie à la tête d’une puissante armée (30 000 soldats, 4 500 cavaliers et 160 navires)[2]. Il laisse à Antipatros 12 000 fantassins et 1 500 cavaliers pour contrôler son empire européen.

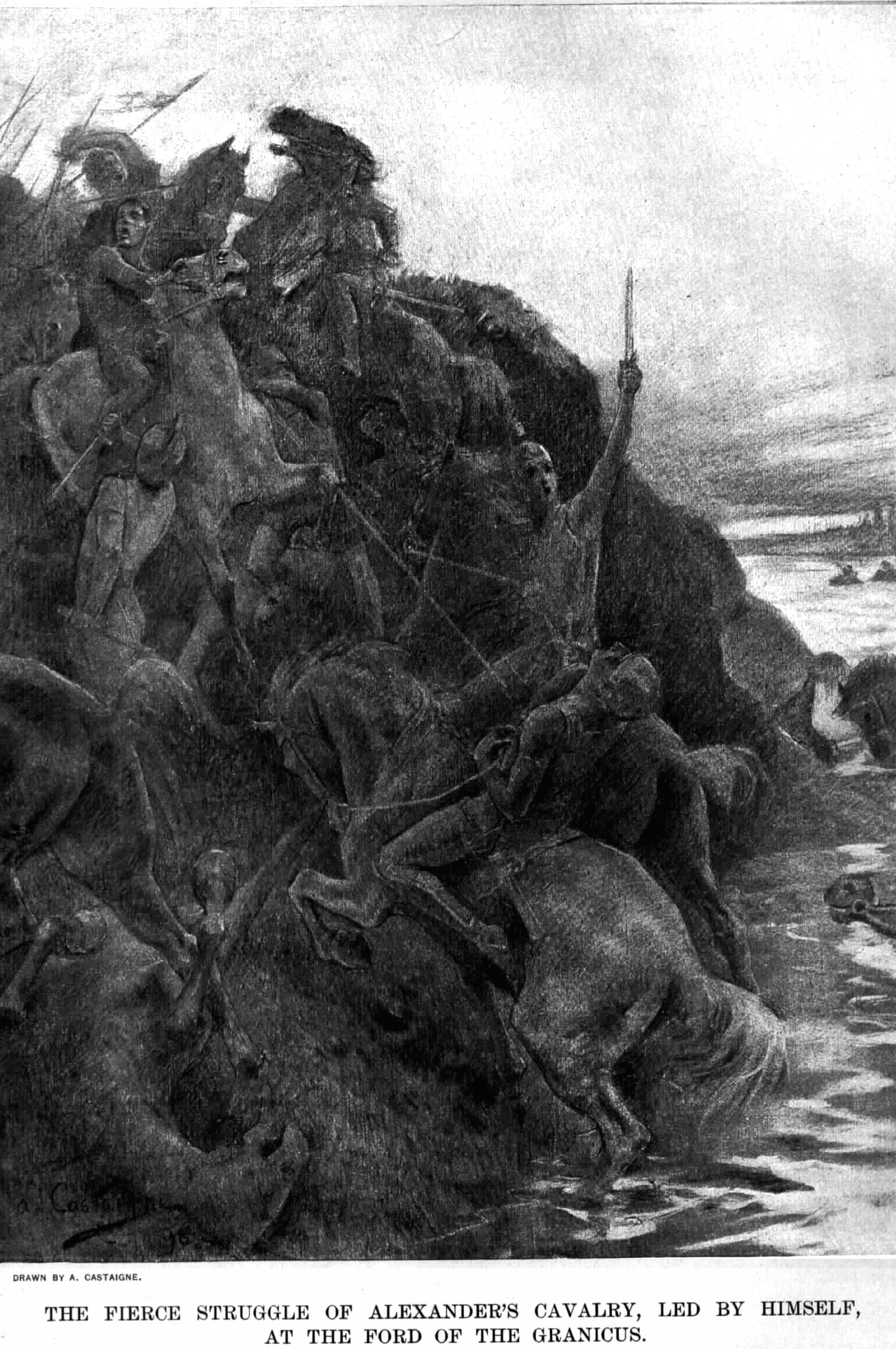
La cavalerie d'Alexandre force le passage du Granique, André Castaigne (1898-1899)

- Mai : Alexandre traverse l’Hellespont, débarque en Troade où il bat les troupes de Darius III à la bataille du Granique (mai ou juin)[3]. Il s’empare des deux capitales satrapiques de Dascylion et de Sardes et de leurs richesses, puis soumet les cités ioniennes.
  - La cavalerie perse est forte et bien entraînée, mais l’infanterie locale est médiocre. Darius a cependant 50 000 mercenaires grecs à son service. De son côté, Alexandre dispose d’une cavalerie moins nombreuse mais mieux équipée et aguerrie par 26 ans de campagnes militaires.
- 12 juillet (6 juin du calendrier romain) : début à Rome du consulat de Spurius Postumius Albinus et Tiberius Veturius Calvinus. Guerre contre les Sidicins, alliés de Calès. Publius Cornelius Rufinus est nommé dictateur pour lutter contre les Samnites, mais doit se résigner à la suite d'augures défavorables[4]. Un gouvernement par interroi lui succède jusqu’en 332 av. J.-C.. Construction de la via Latina entre Rome et la nouvelle colonie latine de Calès, en Campanie[5].
- Été : prise de Milet et siège d’Halicarnasse[3].
  - Sur mer, Memnon de Rhodes garde une nette supériorité. Alexandre préfère licencier sa flotte à Milet (été), plutôt que de courir le risque d’une défaite navale. Mais il se coupe de ses bases européennes.
  - Pixodaros, satrape de Carie, est déposé par Alexandre qui restaure sa sœur Ada[6].
- Hiver 334-333 av. J.-C. : après la prise d’Halicarnasse, Alexandre conquiert les côtes de Carie, de Lycie et de Pamphylie, puis prend ses quartiers d’hiver à Gordion, en Anatolie centrale[3].

- En Chine, Yue est rattachée au Chu[7].

## Décès en 334 av. J.-C.
- Arsitès, satrape de Phrygie.